# Джоузеф Пилатес
Джоузеф Хубертус Пилатес (на английски: Joseph Hubertus Pilates; р. 9 декември 1883 г. – † 9 октомври 1967 г.) е германски личен треньор, писател и изобретател. Той е признат за изобретяването и популяризирането на метода за физическа подготовка Пилатес. Патентовал е над 26 уреда през живота си.

## Биография

### Ранен живот
Йозеф Хубертус Пилатес е роден на 9 декември 1883 г. в Мьонхенгладбах, Германия. Баща му, Хайнрих Фридрих Пилатес, е бил металург и ентусиазиран гимнастик, а майка му е била домакиня.
Пилатес е бил болнаво дете. Страдал е от астма, рахит и ревматична треска и е посветил целия си живот на подобряване на физическата си сила. Баща му го е запознал с гимнастиката и културизма, както и с бойни изкуства като джиу-джицу и бокс. На 14-годишна възраст той е бил достатъчно здрав, за да позира за анатомични диаграми. Пилатес стигнал до убеждението, че „модерният“ начин на живот, лошата стойка и неефективното дишане са в основата на лошото здраве. В крайна сметка той разработил серия от упражнения и тренировъчни техники и проектирал цялото оборудване, спецификации и настройки, необходими за преподаване на методите му.

### Ранна кариера като треньор по бокс, цирк и самозащита
Пилатес първоначално е бил гимнастик и културист, но когато се премества в Англия през 1912 г., той си изкарва прехраната като професионален боксьор, цирков артист и треньор по самозащита в полицейските училища и Скотланд Ярд.

### Интерниране по време на Първата световна война
По време на Първата световна война британските власти интернират Пилатес, заедно с други германски граждани, в замъка Ланкастър, където той преподава борба и самозащита, хвалейки се, че учениците му ще излязат по-силни, отколкото са били преди интернирането си. Пилатес изучава движенията на животните и обучава съзатворниците си на фитнес и упражнения. По-късно той казва, че интуитивните движения на котките, по-специално, са вдъхновили много аспекти от неговия фитнес режим. Именно там той започва да усъвършенства и преподава своята система от упражнения на постелка с минимално оборудване, която по-късно се превръща в „Контрология“. След това е преместен в друг лагер за интернирани в Нокалоу на остров Ман.
По време на тази неволна почивка той започва да разработва своята концепция за интегрирана, всеобхватна система от физически упражнения, която самият той нарича „Контрология“. „Контрология“ се свързва с насърчаване на използването на ума за контрол на мускулите и фокусиране на вниманието върху основните постурални мускули, които помагат за поддържане на баланса на тялото и осигуряват опора за гръбначния стълб. По-специално, упражненията на Пилатес учат на осъзнаване на дишането и подравняването на гръбначния стълб и укрепват дълбоките мускули на торса и корема. Някои от ранните приложения на методите за упражнения на Пилатес включват рехабилитация на сериозно ранени ветерани.
След Първата световна война Пилатес се завръща в Германия и си сътрудничи с експерти по танци и физически упражнения, като Рудолф Лабан. В Хамбург той обучава полицаи.

### Преместване в САЩ и брак
Около 1925 г. Пилатес емигрира в Съединените щати. На кораба за Америка той среща бъдещата си съпруга Клара. Двойката основава студио в Ню Йорк и директно преподава и ръководи своите ученици чак до 60-те години на миналия век.
Джоузеф и Клара Пилатес скоро си изграждат последователи в местната танцова и сценична общност на Ню Йорк. Известни танцьори като Джордж Баланчин, който пристига в Съединените щати през 1933 г., и Марта Греъм, която идва в Ню Йорк през 1923 г., стават поклонници и редовно изпращат своите ученици на Пилатес за обучение и рехабилитация.
Джоузеф Пилатес е автор на няколко книги, включително „Връщане към живот чрез контрология“ и „Вашето здраве“, а също така е плодовит изобретател, с над 26 цитирани патента.
Пилатес продължил да се застъпва за и да преподава метода си чак до дълбока старост, дори след като вече бил физически неспособен да изпълнява упражненията сам.

### Смърт
Пилатес умира в Ню Йорк през 1967 г. от напреднал емфизем на 83-годишна възраст.

## Книги
- Вашето здраве от Джоузеф Х. Пилатес (1934)
- Връщане към живота чрез контрология от Джоузеф Х. Пилатес и Уилям Дж. Милър (1945)
- Джоузеф Хубертус Пилатес; Уилям Джон Милър (1960). Връщане към живота чрез контрология. Christopher Pub. House. Препечатка на книгата от 1945 г.
- „Брошурата за Пилатес: Връщане към живота чрез контрология“ от Джоузеф Х. Пилатес и Фредерик Ранд Роджърс (1957)

## В популярната култура
Джоузеф Пилатес е обект на документалния филм от 2013 г. „Движение на движението“ на Марк Педри.